# Scott Laidlaw
Scott Laidlaw é um ex-jogador profissional de futebol americano estadunidense.

## Carreira
Scott Laidlaw foi campeão da temporada de 1977 da National Football League jogando pelo Dallas Cowboys.